# 蒙塔尤
蒙塔尤（法語：Montaillou，法語發音：[mɔ̃taju]）是法国阿列日省的一个市镇，属于富瓦区。

## 地理
蒙塔尤（42°47'17"N, 1°53'53"E）面积8.61 平方千米，位于法国奧克西塔尼大區阿列日省，该省份为法国西南部内陆省份，西部和北部与上加龙省接壤，东临奥德省，东南至东比利牛斯省接壤，南与安道尔和西班牙接壤。
与蒙塔尤接壤的市镇（或旧市镇、城区）包括：普拉德、索尔雅、卡米拉克、梅里亚勒。

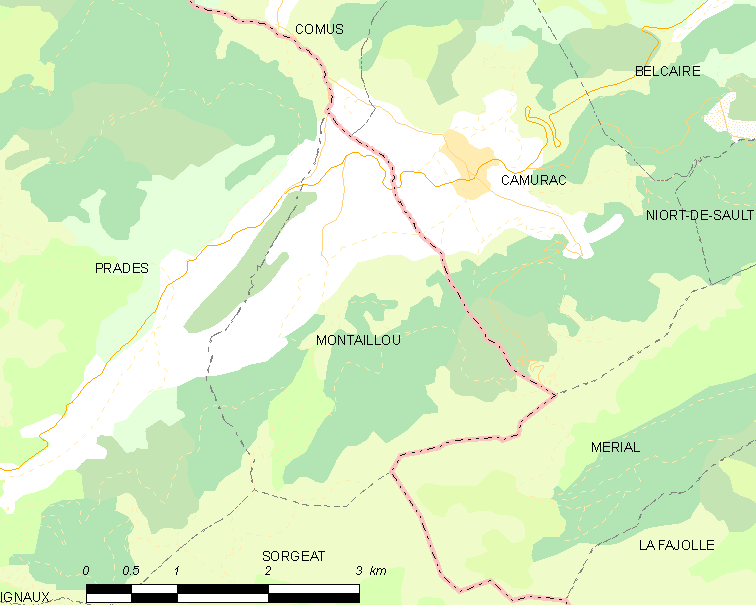
蒙塔尤的OSM定位图

蒙塔尤的时区为UTC+01:00、UTC+02:00（夏令时）。

## 行政
蒙塔尤的邮政编码为09110，INSEE市镇编码为09197。

## 政治
蒙塔尤所属的省级选区为上阿列日县。

## 人口

1962-2008年间蒙塔尤人口变化图示

蒙塔尤于2022年1月1日时的人口数量为17人。